# الجدول الزمني للحرب الأهلية السودانية (2024)
التالي هو خط زمني للحرب الأهلية السودانية (2023–الآن) في عام 2024.
هذا الخط الزمني هو قائمة ديناميكية وسائلة، وبالتالي قد لا يفي أبدًا بمعايير الاكتمال. علاوة على ذلك، قد لا يتم فهم أو اكتشاف بعض الأحداث بالكامل إلا بعد فوات الأوان.

## يناير 2024

### 1 يناير
التقى حميدتي بوفد من تحالف قوى الحرية والتغيير بقيادة رئيس الوزراء السابق عبد الله حمدوك في أديس أبابا، حيث وافق على الإفراج عن 451 أسيرًا محتجزين لدى قوات الدعم السريع، وضمان الوصول الإنساني وحماية المدنيين، والالتزام بوقف إطلاق النار من خلال مفاوضات مباشرة مع القوات المسلحة السودانية.
تم اعتقال زعيم الحزب الناصري، ساطع الحاج، من قبل المخابرات العسكرية السودانية في ما اعتبر حملة قمع من قبل القوات المسلحة السودانية على الشخصيات المناهضة للحرب.
أقال قائد القوات المسلحة السودانية، عبد الفتاح البرهان، والي شمال دارفور، عبد الرحمن نمر. وادعى نمر لاحقًا أن إقالته جاءت بسبب موقفه المحايد من الحرب ورفضه إعلان حملة تعبئة لدعم القوات المسلحة السودانية.

### 2 يناير
هاجمت قوات الدعم السريع بلدة بارا في شمال كردفان ونهبت جامعة الجزيرة في ود مدني. شنت القوات المسلحة السودانية غارات جوية على مواقع قوات الدعم السريع في ود مدني، سنار، ومنطقة الخرطوم.

### 3 يناير
استعادت الحركة الشعبية لتحرير السودان - شمال (الحي) معظم مدينة حبيلا من قوات الدعم السريع.
التقى حميدتي بالرئيس الكيني وليام روتو في نيروبي.

### 4 يناير
التقى حميدتي برئيس الجنوب أفريقي سيريل رامافوزا في بريتوريا.
استدعت الحكومة السودانية سفيرها لدى كينيا، كمال جبارة، احتجاجًا على استقبال الحكومة الكينية لحميدتي.

### 5 يناير
قُتل أحد عشر شخصًا في غارات جوية شنتها القوات المسلحة السودانية في ود مدني.
رفض البرهان اتفاقًا توسطت فيه الهيئة الحكومية للتنمية (إيغاد) للقاء حميدتي وكذلك اتفاق وقف إطلاق النار الذي وقع عليه الأخير في أديس أبابا.
التقى حميدتي بالرئيس الرواندي بول كاغامه في كيغالي.

### 7 يناير
استولت الحركة الشعبية لتحرير السودان - شمال (الحي) على مدينة الدلنج بعد تقارير عن اتفاق بين الجماعة والقوات المسلحة السودانية لمحاربة قوات الدعم السريع.

### 8 يناير
اشتبكت الحركة الشعبية لتحرير السودان - شمال (الحي) مع القوات المسلحة السودانية ضد قوات الدعم السريع في جبال النوبة، بينما شنت القوات المسلحة السودانية غارات جوية على معسكر قوات الدعم السريع في ديباب.
اتهمت القوات المسلحة السودانية قوات الدعم السريع بإشعال النار في برج بنك الساحل والصحراء، وهو معلم بارز في الخرطوم.
أصدر والي نهر النيل، محمد البدوي، أمرًا بحظر قوى الحرية والتغيير وكذلك لجان المقاومة والإدارية في الولاية واستبدالها بلجان تسيير.

### 9 يناير
شنت القوات المسلحة السودانية هجومًا لربط قواتها في أحياء كرري والمهندسين في أم درمان.
تم إجلاء سبعة وأربعين حيوانًا بريًا كانوا قد نُقلوا إلى ولاية الجزيرة من محمية طبيعية في الخرطوم بسبب القتال إلى الأردن.

### 10 يناير
صدت القوات المسلحة السودانية والحركة الشعبية لتحرير السودان - شمال (الحي) هجومًا لقوات الدعم السريع على الدلنج، ودمرت خمس مركبات وأسر 21 أخرى.
قُتل شخصان في غارة جوية شنتها القوات المسلحة السودانية في نيالا.
أعلنت الأمم المتحدة أن أكثر من 7.5 مليون شخص في السودان قد نزحوا بسبب الحرب.

### 11 يناير
قُتل ما لا يقل عن 23 شخصًا في غارات جوية شنتها القوات المسلحة السودانية في منطقة سوبا بالخرطوم، بينما قُتل عشرة آخرون في قصف في جنوب العاصمة.
تعرض مسجد نيالا لأضرار أثناء غارة جوية شنتها القوات المسلحة السودانية أصابت أيضًا متحفًا.

### 12 يناير
أجرى حميدتي مكالمة هاتفية مع الأمين العام للأمم المتحدة أنطونيو غوتيريش، والتي انتقدتها الحكومة السودانية.

### 13 يناير
هاجمت القوات المسلحة السودانية مواقع قوات الدعم السريع في البويضة بولاية الجزيرة وفي الفاو بولاية القضارف.
رفض البرهان دعوة من الهيئة الحكومية للتنمية (إيغاد) لحضور قمة في أوغندا كان من المقرر أن يحضرها أيضًا حميدتي في 18 يناير.
أمر والي الولاية الشمالية، عبدي عيدين، بحل لجان قوى الحرية والتغيير وغيرها من المنظمات الشعبية في الولاية.

### 14 يناير
شنت القوات المسلحة السودانية غارات جوية ضد حامية قوات الدعم السريع في ولاية النيل الأبيض واستعادت السيطرة على أحياء العمدة والعباسية في أم درمان. قُتل سبعة أشخاص في غارات جوية في القتينا.
شنت القوات المسلحة السودانية غارات جوية في المواقع المرويتية القديمة في نقة والمصورات الصفراء، وهي مواقع مدرجة ضمن مواقع التراث العالمي لليونسكو، بعد توغلات هناك من قبل قوات الدعم السريع.

### 16 يناير
علقت الحكومة السودانية رسميًا العلاقات مع الهيئة الحكومية للتنمية (إيغاد) احتجاجًا على دعوتها لحميدتي لحضور قمتها في 18 يناير في أوغندا، ووصفتها بأنها "انتهاك لسيادة السودان". كما حظرت جميع اللجان الشعبية التي أُنشئت في جميع أنحاء البلاد بعد الثورة السودانية في عام 2019، مشيرة إلى الوضع السياسي الحالي.

### 17 يناير
قُتل اثنا عشر شخصًا في غارة جوية شنتها القوات المسلحة السودانية في الزروق بولاية شمال دارفور. قُتل طبيب في أم درمان عند نقطة تفتيش على يد القوات المسلحة السودانية بعد اتهامه بأنه ضابط استخبارات في قوات الدعم السريع.
أعلنت قوى الحرية والتغيير أنها ستحضر قمة الهيئة الحكومية للتنمية (إيغاد) في أوغندا في 18 يناير والتي كان من المقرر أن يحضرها حميدتي.
أعلنت مفوضية الاتحاد الأفريقي إنشاء لجنة رفيعة المستوى للسودان يرأسها الممثل السامي للاتحاد الأفريقي لإنهاء النزاعات محمد بن شمباس وتضم نائبة الرئيس الأوغندي السابقة سبيوزا كازيبوي والمبعوث السابق للاتحاد الأفريقي إلى الصومال فرانسيسكو ماديرا، للمساعدة في تسهيل جهود السلام في البلاد.

### 18 يناير
التقى حميدتي بقادة الدول الأعضاء في الهيئة الحكومية للتنمية (إيغاد) في قمتها في كمبالا.

### 20 يناير
علقت الحكومة السودانية عضوية البلاد في الهيئة الحكومية للتنمية (إيغاد) احتجاجًا على حضور حميدتي قمتها في أوغندا.

### 21 يناير
قُتل أحد عشر شخصًا في غارات جوية شنتها القوات المسلحة السودانية على قرية أبو خبوب، غرب المجلد. قُتل أربعة أشخاص في هجوم صاروخي بالقرب من مطبخ تطوعي في حي شمبات بالخرطوم بحري.

### 22 يناير
قُتل خمسة أشخاص في اشتباكات بين القوات المسلحة السودانية وقوات الدعم السريع في دونكي العمدة، غرب بابنوسة. قُتل ثمانية آخرون في غارات جوية شنتها القوات المسلحة السودانية في قرى غرب المجلد.
أفاد السكان بأن قوات الدعم السريع فرضت حصارًا على قرية ود كبيش، شمال القتينا.
التقى زعيم الحركة الشعبية لتحرير السودان - شمال (نور)، عبد الواحد نور، مع حميدتي في كينيا كجزء من الجهود المبذولة للتخفيف من الوضع الإنساني في المناطق التي تسيطر عليها الحركة.
فرض المجلس الأوروبي عقوبات على ست شركات بتهمة "دعم أنشطة تقوض استقرار السودان والانتقال السياسي فيه". ومن بين من تم فرض العقوبات عليهم شركتان متورطتان في تصنيع الأسلحة والمركبات للقوات المسلحة السودانية.

### 23 يناير
كشف حميدتي أنه أجرى محادثة هاتفية مع رئيس المساعدات الإنسانية في الأمم المتحدة، مارتن غريفيثس، وناقش إيصال المساعدات إلى السودان.

### 24 يناير
شنت قوات الدعم السريع هجومًا للاستيلاء على بابنوسة وحامية الفرقة 22 مشاة التابعة للقوات المسلحة السودانية في المدينة. أفيد بمقتل ما لا يقل عن 23 شخصًا وإصابة 30 آخرين.
قُتل شخص واحد في اشتباكات بين القوات المسلحة السودانية وقوات الدعم السريع في مخيم أبو شوك للنازحين.

### 25 يناير
شنت القوات المسلحة السودانية غارات جوية على الضعين لأول مرة منذ سقوطها في يد قوات الدعم السريع.

### 26 يناير
أفادت تقارير من مراقبة الحرب في السودان بأن قوات الدعم السريع استولت على معظم بابنوسة وأشارت إلى أن مقاتليها اخترقوا مقر الفرقة 22 مشاة التابعة للقوات المسلحة السودانية.

### 27 يناير
شنت القوات المسلحة السودانية هجومًا صباحيًا استولت خلاله على حامية قوات الدعم السريع في حي كادرو بالخرطوم بحري وجسر الجوافة الذي يربط كادرو ومصفاة الجيلي للنفط. تم نشر مظليين تابعين للقوات المسلحة السودانية لأول مرة منذ بداية الصراع في الخرطوم بحري.

### 28 يناير
زعمت قوات الدعم السريع أنها أسقطت طائرة إيرانية من طراز قاصد محاجر 6 فوق أم درمان. زعمت القوات المسلحة السودانية أنها دمرت قاعدة لقوات الدعم السريع في حي الكدرو بالخرطوم بحري.

### 29 يناير
ادعى نائب قائد القوات المسلحة السودانية، ياسر العطا، أن القوات المسلحة السودانية شكلت تحالفًا مع الحركة الشعبية لتحرير السودان - شمال (الحي)، وهو ما نفته الأخيرة.
اندلعت اشتباكات بين الحركة الشعبية لتحرير السودان - شمال (تي) والحركة الشعبية لتحرير السودان - شمال (ميم) شرق القضارف، مما دفع حكومة الولاية إلى طرد الوحدات المتورطة.

### 30 يناير
أمر البرهان القوات المسلحة السودانية بشن هجوم واسع النطاق على قوات الدعم السريع.

### 31 يناير
فرضت الولايات المتحدة عقوبات على شركتين مرتبطتين بقوات الدعم السريع وأنشطة تصدير الذهب وشركة ثالثة لتقديمها الدعم المالي لشركة أسلحة تديرها القوات المسلحة السودانية والتي كانت قد فرضت عليها عقوبات بالفعل من واشنطن.
أُعلن عن وقف مؤقت لإطلاق النار في بابنوسة للسماح بإجلاء المدنيين بعد وساطة من زعيم المسيرية، مختار بابه نمر، وزعماء قبليين آخرين.

## فبراير 2024

### 3 فبراير
انقطاع ضخم للإنترنت أثر على 65% من سكان السودان، وتم نسب المسؤولية إلى القوات المسلحة السودانية، قوات الدعم السريع، وأنصار البشير.

### 5 فبراير
زعمت مجموعة القرصنة "أنونيموس السودان" أنها عطلت جميع خدمات الإنترنت في جيبوتي كجزء من هجوم إلكتروني احتجاجًا على علاقات البلاد مع قوات الدعم السريع.

### 6 فبراير
تمت محاولة انقلاب مزعومة من قبل ضباط القوات المسلحة السودانية في وادي سيدنا، وهو ما نفته القيادة العليا للقوات المسلحة السودانية.

### 9 فبراير
استولت الحركة الشعبية لتحرير السودان - شمال (الحي) على مدينة حبيلا من قوات الدعم السريع. قُتل ما لا يقل عن 24 شخصًا في غارات قوات الدعم السريع على القرى القريبة من المدينة.

### 16 فبراير
صرحت القوات المسلحة السودانية أنها كسرت حصار قوات الدعم السريع على مقر سلاح المهندسين في أم درمان بعد أن التحمت الوحدات من شمال المدينة مع قوات الحامية في حي الثورة.
أمرت القوات المسلحة السودانية بإجراء تحقيق بعد ظهور فيديو على وسائل التواصل الاجتماعي يظهر جنودها وهم يعرضون رؤوس اثنين من المشتبه بهم من قوات الدعم السريع.

### 17 فبراير
وصلت قوات حركة العدل والمساواة إلى قاعدة وادي سيدنا العسكرية في أم درمان لأول مرة، برفقة حركات أخرى، والتقت بقادة الجيش مثل ياسر العطا.
التقى البرهان بالفرقة الثالثة مشاة في شندي، وتعهد بمواصلة الصراع الجاري بين قوات الدعم السريع حتى "الهزيمة الكاملة".
نفذت قوات الدعم السريع اعتقالات بين المدنيين في كرينك، غرب دارفور، مستهدفة في الغالب الشباب والنشطاء بتهمة نقل تقارير عن انتهاكات قوات الدعم السريع في المنطقة.

### 20 فبراير
قُتل ما لا يقل عن عشرة أشخاص، بمن فيهم جميع أفراد عائلة واحدة المكونة من ستة أشخاص، في غارة جوية للقوات المسلحة السودانية في الضعين.

### 21 فبراير
قُتل أربعة أشخاص في هجوم بطائرة بدون طيار على سوق في الخرطوم بحري.

### 22 فبراير
قُتل أربعة عشر شخصًا في هجوم على قافلة تجارية بالقرب من تورطاحان، شرق دارفور.
قُتل سبعة أشخاص بقصف في حي النهضة بالخرطوم.

### 24 فبراير
قُتل العشرات واختطفت 15 امرأة في هجوم لقوات الدعم السريع على حبيلا مما أدى أيضًا إلى نزوح 40.000 من السكان.

### 25 فبراير
أعلنت القوات المسلحة السودانية أنها حاصرت مواقع قوات الدعم السريع في مقر تلفزيون السودان في أم درمان.

### 26 فبراير
استعادت القوات المسلحة السودانية السيطرة على حي أبروف في أم درمان من قوات الدعم السريع.

### 28 فبراير
تم اتهام قوات الدعم السريع بقتل 16 شخصًا في هجوم على قرية شريف مختار بولاية الجزيرة.

### 29 فبراير
أكملت بعثة الأمم المتحدة المتكاملة للمساعدة الانتقالية في السودان انسحابها من السودان.

## مارس 2024

### 4 مارس
قُتل ما لا يقل عن مدنيين وأصيب أربعة آخرون في غارات جوية شنتها القوات المسلحة السودانية في المجلد.

### 5 مارس
زعمت قوات الدعم السريع أنها سيطرت على مدينة المدينة عرب بولاية الجزيرة وكانت تتقدم نحو المناقل.

### 7 مارس
قُتل خمسة أشخاص في غارة شنتها قوات الدعم السريع على قرية الدودية في غرب كردفان. قُتل أربعة من أفراد الميليشيا بعد مطاردتهم من قبل سكان مسلحين إلى أم صميمة في شمال كردفان.

### 12 مارس
زعمت القوات المسلحة السودانية أنها استعادت السيطرة على مقر الهيئة السودانية للإذاعة والتلفزيون في أم درمان من قوات الدعم السريع.

### 14 مارس
زعمت القوات المسلحة السودانية أنها استعادت جسر ود البشير الذي يربط مركز أم درمان القديم وحي أمبدة. كما أعلنت عن القبض على 14 من جنوب السودان متهمين بالقتال لصالح قوات الدعم السريع في أم درمان.
قُتل أربعة عشر شخصًا، بينهم 11 طفلًا ومعلمان، في غارة جوية شنتها القوات المسلحة السودانية على مدرسة في الحضر بولاية جنوب كردفان

### 15 مارس
قُتل ثمانية أشخاص في غارة شنتها قوات الدعم السريع على قرية أم جريس بولاية الجزيرة.

### 16 مارس
زعمت القوات المسلحة السودانية أنها صدت هجومًا شنته قوات الدعم السريع على مقر سلاح الإشارة في الخرطوم بحري.

### 20 مارس
تضرر ضريح الزعيم الصوفي الشيخ حسن الفاتح قريب الله في حي ود نوباوي في أم درمان في هجوم، مع تبادل الاتهامات بين القوات المسلحة السودانية وقوات الدعم السريع.

### 22 مارس
قُتل ثلاثة أشخاص في غارة جوية شنتها القوات المسلحة السودانية في شوا، غرب كردفان.
قُتل خمسة أشخاص في غارات شنتها قوات الدعم السريع على الحصاحيصا ورفاعة بولاية الجزيرة.

### 24 مارس
أعلنت حركة تحرير السودان - ميناوي رسميًا أنها ستقاتل قوات الدعم السريع.

### 25 مارس
قُتل تسعة أشخاص في غارات جوية شنتها القوات المسلحة السودانية في الفاشر.

### 26 مارس
زعمت القوات المسلحة السودانية أنها استعادت السيطرة على حي الدوحة في أم درمان من قوات الدعم السريع.

### 27 مارس
شنت القوات المسلحة السودانية غارات جوية على قافلة لقوات الدعم السريع بالقرب من مليط، شمال دارفور.
زعمت قوات الدعم السريع أنها استعادت السيطرة على جسر ود البشير في أم درمان.

### 28 مارس
قُتل ثمانية أشخاص في غارة شنتها قوات الدعم السريع على قرية التكلة جابرة بولاية الجزيرة.

### 29 مارس
هاجمت قوات الدعم السريع قافلة تابعة لحركة تحرير السودان - نور بالقرب من الفاشر، مما أسفر عن وقوع عدة إصابات، وتدمير أربع مركبات وأسر خمسة أفراد من الحركة، بما في ذلك قائد القافلة الذي أُطلق سراحه لاحقًا.

## أبريل 2024

### 1 أبريل
وصلت الدفعة الأولى من المساعدات الإنسانية من برنامج الأغذية العالمي إلى جنوب دارفور.
نجا موسى هلال، زعيم سابق لقوات الجنجاويد المسؤول عن إبادة دارفور عام 2003، ورئيس مجلس الصحوة الثوري السوداني ومنتقد قوات الدعم السريع، من محاولة اغتيال في أم سنت، شمال دارفور. أشار ابنه إلى أن المهاجمين ينتمون إلى قوات الدعم السريع.

### 2 أبريل
قُتل اثنا عشر شخصًا وأصيب ثلاثون آخرون بعد هجوم بطائرة بدون طيار في عطبرة استهدف تجمع إفطار نظمته ميليشيا البراء الإسلامية المتحالفة مع القوات المسلحة السودانية.

### 3 أبريل
شنت القوات المسلحة السودانية غارات جوية على مقر الفرقة 16 مشاة الذي تسيطر عليه قوات الدعم السريع وعدة أحياء في نيالا.
قدم المدعون السودانيون تهمًا بالجرائم الكبرى تتضمن التحريض على الحرب ضد الدولة، وتقويض النظام الدستوري، وجرائم ضد الإنسانية ضد عبد الله حمدوك و 15 عضوًا آخرين من تقدم.

### 4 أبريل
زعمت القوات المسلحة السودانية أنها استعادت السيطرة على قريتي ود فقيشة وحافير في ولاية الجزيرة من قوات الدعم السريع دون مقاومة.
هاجمت قوات الدعم السريع ست قرى يسكنها شعب الزغاوة في شمال دارفور، مما أسفر عن مقتل ما لا يقل عن 15 شخصًا.

### 5 أبريل
شنت القوات المسلحة السودانية هجومًا كبيرًا لطرد قوات الدعم السريع من ولاية الجزيرة.

### 7 أبريل
زعمت القوات المسلحة السودانية أنها استعادت السيطرة على بلدة القلعة البيضاء، على بعد 30 كيلومترًا شرق ود مدني، من قوات الدعم السريع. كما زعمت أنها دخلت المدينة العرب، على بعد 15 كيلومترًا غرب ود مدني.

### 8 أبريل
قُتل أكثر من 100 شخص في هجمات شنتها قوات الدعم السريع على قرى تسيطر عليها الحركة الشعبية لتحرير السودان - شمال (الحي) في جنوب كردفان.

### 9 أبريل
استهدفت طائرتان بدون طيار مقر جهاز الأمن والمخابرات التابع للقوات المسلحة السودانية في الفاو، ولاية القضارف، مما أدى إلى إصابة ثلاثة أشخاص. تم إسقاط طائرة بدون طيار ثالثة.

### 11 أبريل
قُتل ثلاثة عشر شخصًا في قصف مشتبه به من قوات الدعم السريع في حي حب النسيم بالجارف، الخرطوم.
قُتل تسعة مدنيين على يد جهاز المخابرات التابع للقوات المسلحة السودانية بعد اتهامهم بالتعاون مع المتمردين في كويك، جنوب كردفان.

### 13 أبريل
اندلع القتال في الفاشر بين حركة تحرير السودان - قيادة عبد الواحد ونفصال آخر عن الحركة بقيادة صلاح رساس الذي دعم القوات المسلحة السودانية، مما أسفر عن سقوط عدة قتلى
هاجمت قوات الدعم السريع 16 قرية غرب الفاشر، مما أسفر عن مقتل ما لا يقل عن 10 أشخاص وإصابة 28 آخرين.

### 14 أبريل
سيطرت قوات الدعم السريع على مليط في شمال دارفور، بالقرب من الحدود الليبية، مما عزز سيطرتها على المناطق شمال الفاشر.
قُتل تسعة أشخاص بينما أصيب 39 آخرون في غارات جوية شنتها القوات المسلحة السودانية وقصف من قوات الدعم السريع في الفاشر.

### 16 أبريل
قُتل سبعة أشخاص وأصيب 45 آخرون في اشتباكات بين القوات المسلحة السودانية وقوات الدعم السريع بالقرب من الفاشر.
التقى زعيم تقدم ورئيس الوزراء السابق عبد الله حمدوك بالرئيس الفرنسي إيمانويل ماكرون في باريس.

### 18 أبريل
أمر البرهان بإقالة وزير الخارجية علي الصادق علي بالإضافة إلى حكام محمد موسى ومحمد عبد الرحمن في ولايتي كسلا والقضارف.
أسفر القصف في الأبيض عن مقتل شخص واحد. قُتل شخصان في غارات للقوات المسلحة السودانية على أهداف قوات الدعم السريع في ود مدني. شنت قوات الدعم السريع غارة على حامية للقوات المسلحة السودانية في الرهد، شمال كردفان.

### 22 أبريل
أعلن زعيم مجلس الصحوة الثوري السوداني موسى هلال دعمه للقوات المسلحة السودانية.

### 23 أبريل
زعمت القوات المسلحة السودانية أنها أحبطت هجومًا على مركز قيادة الفرقة الثالثة مشاة في شندي، الذي وقع بعد وقت قصير من زيارة البرهان، وأسقطت طائرتين بدون طيار و"حيّدت" طائرة ثالثة، بينما غيرت طائرة رابعة اتجاهها.

### 25 أبريل
زعمت القوات المسلحة السودانية أنها صدت ثلاث طائرات بدون طيار تابعة لقوات الدعم السريع كانت تقوم بعمليات استطلاع بالقرب من أم بكر، على بعد 70 كيلومترًا جنوب مروي.
قُتل سبعة رعاة وما لا يقل عن 257 جملًا في غارة جوية للقوات المسلحة السودانية بالقرب من مليط.

### 27 أبريل
زعمت القوات المسلحة السودانية أنها أسقطت ثلاث طائرات بدون طيار استهدفت مطار مروي.

### 30 أبريل
هاجمت القوات التشادية بلدة أم دخن الحدودية التي تسيطر عليها قوات الدعم السريع في وسط دارفور.

## مايو 2024

### 1 مايو
اتهمت قوات حماية دارفور المشتركة القوات المسلحة السودانية بقتل اثنين من أفرادها في الفاشر.

### 2 مايو
قُتل سائقان في هجوم على قافلة للصليب الأحمر في جنوب دارفور.

### 7 مايو
زعمت القوات المسلحة السودانية أنها استعادت قاعدة جبل العين العسكرية والقرية القريبة من أبو الغراب، على بعد 20 كيلومترًا شرق الأبيض، من قوات الدعم السريع، وكذلك مقر قوات الشرطة الاحتياطية المركزية في المدينة. كما زعمت كل من القوات المسلحة السودانية وقوات الدعم السريع السيطرة على جبل كردفان، على بعد 20 كيلومترًا شرق الأبيض.

### 10 مايو
قُتل ثلاثة عشر شخصًا في هجوم شنه قوات الدعم السريع على قرية الحرجا نور الدين بولاية الجزيرة.

### 12 مايو
قُتل ما لا يقل عن 27 شخصًا بعد يومين من الاشتباكات بين القوات المسلحة السودانية وقوات الدعم السريع في الفاشر. قُتل خمسة عشر شخصًا في هجوم شنته قوات الدعم السريع على سوق أبو حراز في الأبيض.
قصفت القوات المسلحة السودانية مجمع القصر الجمهوري في الخرطوم، مما أدى إلى إشعال النار في أجزاء من المبنى القديم. كما زعمت أنها أسقطت طائرتين بدون طيار استهدفتا مطار ود زايد بولاية القضارف.

### 15 مايو
فرضت الولايات المتحدة عقوبات على رئيس عمليات قوات الدعم السريع عثمان محمد حامد محمد وقائدها في وسط دارفور علي يعقوب جبريل لدورهما في القتال في شمال دارفور.

### 17 مايو
أصيب ضابط شرطة في هجوم بطائرة بدون طيار على ميناء كوستي.

### 18 مايو
قُتل أحد عشر شخصًا في قصف شنه قوات الدعم السريع في أم درمان.

### 19 مايو
زعمت قوات الدعم السريع أنها استعادت السيطرة على أم روابة في شمال كردفان للمرة الثانية.
أصيب تسعة أشخاص بعد قصف قوات الدعم السريع لمستشفى النساء والتوليد وحديثي الولادة في الفاشر.

### 21 مايو
قُتل ما لا يقل عن 18 شخصًا بعد يومين من الهجمات التي شنتها قوات الدعم السريع في تاقينا بولاية الجزيرة.
شنت القوات المسلحة السودانية غارات جوية على مصفاة الجيلي للنفط.

### 22 مايو
قُتل ما لا يقل عن 16 شخصًا، بينهم 12 طفلًا، في غارات جوية شنتها القوات المسلحة السودانية في كبكابية، شمال دارفور.

### 24 مايو
قُتل ما لا يقل عن 22 شخصًا في اشتباكات بين قوات الدعم السريع والقوات المسلحة السودانية في الفاشر.

### 26 مايو
سيطرت قوات الدعم السريع على خزان مياه جولول غرب الفاشر.

### 27 مايو
استعادت القوات المسلحة السودانية والميليشيات المتحالفة معها السيطرة على خزان مياه جولول من قوات الدعم السريع.

### 28 مايو
قصفت طائرات حربية تابعة للقوات المسلحة السودانية مستشفى كتم في شمال دارفور، مما أسفر عن مقتل وإصابة عدد غير معلوم من الأشخاص.

### 29 مايو
أجرى البرهان مكالمة هاتفية مع وزير الخارجية الأمريكي أنتوني بلينكن، الذي طلب استئناف المفاوضات مع قوات الدعم السريع في جدة. ومع ذلك، رفضت الحكومة السودانية، مشيرة إلى عدم التشاور المسبق والحاجة إلى تأسيس أسس للسلام.

### 31 مايو
اقتحمت القوات المسلحة السودانية مواقع قوات الدعم السريع في الجانب الشرقي من جسر الحلفايا الذي يربط أم درمان والخرطوم بحري وزعمت أنها حققت تقدمًا في الأخيرة قبل الانسحاب، مضيفة أنها فقدت سبعة جنود وأصيب 28 آخرون. زعمت قوات الدعم السريع أنها أسقطت طائرة هليكوبتر تابعة للقوات المسلحة السودانية فوق الخرطوم بحري.

## يونيو 2024

### 1 يونيو
قُتل أحد عشر شخصًا في اشتباكات بين القوات المسلحة السودانية وقوات الدعم السريع في الفاشر، حيث زعمت الأخيرة أنها سيطرت على حي الوحدة.

### 2 يونيو
قُتل اثنا عشر شخصًا في قصف شنته قوات الدعم السريع على الفاشر.

### 4 يونيو
قُتل ما لا يقل عن 85 مدنيًا وأُصيب أكثر من 110 في اشتباكات بين القوات المسلحة السودانية وقوات الدعم السريع في الفاشر. دخل مقاتلو قوات الدعم السريع لفترة وجيزة أحياء الوحدة والسلام غرب الفاشر قبل أن يتم صدهم من قبل قوات القوات المسلحة السودانية.
تم اتهام قوات الدعم السريع بإعدام تسعة مدنيين تم أخذهم من سيارة تقل لاجئين من الفاشر إلى مليط.

### 5 يونيو
قُتل بين 150 إلى 200 مدنيًا عندما حاصرت قوات الدعم السريع قرية ود النورة في ولاية الجزيرة بأكثر من 35 مركبة وهاجمتها مرتين بالمدفعية الثقيلة وإطلاق النار العشوائي. دخل مقاتلو قوات الدعم السريع أيضًا ونهبوا حي العشرة.

### 6 يونيو
قُتل ما لا يقل عن 40 شخصًا وأُصيب 50 آخرون في قصف شنته قوات الدعم السريع على أم درمان، وفقًا للجنة مقاومة كرري.

### 7 يونيو
زعمت القوات المسلحة السودانية أنها أسقطت أربع طائرات بدون طيار فوق ولاية النيل الأبيض وطائرتين أخريين فوق قاعدة وادي سيدنا الجوية.

### 8 يونيو
هاجمت قوات الدعم السريع مستشفى الفاشر الجنوبي، المنشأة الوحيدة العاملة في المدينة التي تتعامل مع الإصابات الجماعية، مما أسفر عن مقتل وإصابة عدة مرضى وموظفين قبل أن تنسحب بعد اشتباكات مع القوات المسلحة السودانية والميليشيات المتحالفة.

### 9 يونيو
زعمت القوات المسلحة السودانية أنها كسرت حصار قوات الدعم السريع على حامية الفرقة 22 مشاة في بابنوسة، بالإضافة إلى استعادة أحياء السلام، البوستة، والسكة وأسواق المدينة.

### 11 يونيو
قُتل ثمانية متطوعين في قصف شنته قوات الدعم السريع على مطبخ خيري في حي تمباسي بالفاشر.

### 13 يونيو
صوت مجلس الأمن الدولي لصالح قرار بريطاني يدعو إلى إنهاء حصار قوات الدعم السريع للفاشر، حيث امتنعت روسيا عن التصويت.

### 14 يونيو
زعمت القوات المسلحة السودانية أنها صدت هجومًا لقوات الدعم السريع على الفاشر، مما أسفر عن مئات الإصابات وقتل قائد قوات الدعم السريع علي يعقوب جبريل.

### 18 يونيو
قُتل أربعة عشر شخصًا وأُصيب 25 آخرون في قصف شنته قوات الدعم السريع على مخيم أبو شوك للنازحين في الفاشر. قُتل أربعة أشخاص في غارات جوية شنتها القوات المسلحة السودانية في كتم.

### 19 يونيو
قُتل ثلاثة أشخاص في قصف شنته قوات الدعم السريع على مستشفى النعو في كرري، أم درمان.

### 20 يونيو
استولت قوات الدعم السريع على عاصمة غرب كردفان، الفولة، بعد ساعات قليلة من القتال الذي أدى إلى نزوح المدنيين وأجبر القوات المسلحة السودانية على التراجع إلى بابنوسة.
أعلنت السلطات في ولاية القضارف عن اعتقال ست نساء إثيوبيات بتهمة العمل كقناصة لصالح قوات الدعم السريع.

### 21 يونيو
قُتل شخص واحد في قصف شنته قوات الدعم السريع على مستشفى الفاشر للولادة وأمراض النساء.

### 22 يونيو
اتهمت قوات الدعم السريع القوات المسلحة السودانية بإشعال النار في محطة بحري الحرارية في الخرطوم بحري بعد قصفها.
اندلعت اشتباكات في بلانجا، ليبيا بين وحدات حركة تحرير السودان - مناوي وقوات موالية للجنرال محمد بخيت عجب الدور، وهو منشق مؤيد لقوات الدعم السريع من مجلس الصحوة الثوري.

### 23 يونيو
فرض الاتحاد الأوروبي عقوبات على ست كيانات لتصنيع وشراء الأسلحة للقوات المسلحة السودانية وقوات الدعم السريع.

### 24 يونيو
زعمت القوات المسلحة السودانية أنها استعادت السيطرة على مصنع سكر سنار ومنطقة جبل موية في ولاية سنار من قوات الدعم السريع.

### 25 يونيو
قُتل خمسة أشخاص في قصف شنته قوات الدعم السريع على مخيم أبو شوك للنازحين.

### 28 يونيو
استدعت السودان سفيرها لدى تشاد، عثمان محمد يونس، وسط اتهامات بدعم تشاد لقوات الدعم السريع.

### 29 يونيو
تقدمت قوات الدعم السريع في ولاية سنار، واستولت على منطقة جبل موية وعاصمتها سنجة، بما في ذلك مقر الفرقة 17 مشاة للقوات المسلحة السودانية وحامية الشرطة.

### 30 يونيو
شنت القوات المسلحة السودانية غارات جوية على سنجة.
اتهمت القوات المسلحة السودانية قوات الدعم السريع بتفجير الجانب الشرقي من جسر الحلفايا الذي يربط الخرطوم بحري وأم درمان.

## يوليو 2024

### 1 يوليو
قُتل تسعة أشخاص في قصف شنته قوات الدعم السريع على مسجد التيجانية في الفاشر.

### 2 يوليو
في تقدم واسع النطاق، استولت قوات الدعم السريع على مساحات كبيرة من الأراضي ومستوطني مزموم، واد النيل، السكي والدندر، وكانت تتقدم نحو حدود جنوب السودان.
استعادت القوات المسلحة السودانية حي الدوحة والمناطق المحيطة به في أم درمان من قوات الدعم السريع.

### 3 يوليو
قُتل خمسة عشر شخصًا في قصف شنته قوات الدعم السريع على سوق الماشية في الفاشر.

### 4 يوليو
استعادت القوات المسلحة السودانية مدينة الدندر من قوات الدعم السريع.

### 5 يوليو
استولت قوات الدعم السريع على الميرم، غرب كردفان، التي كانت تستضيف حامية اللواء 92 التابع للقوات المسلحة السودانية، مما دفع وحداتها للفرار إلى جنوب السودان.

### 6 يوليو
استعادت قوات الدعم السريع مدينة الدندر من القوات المسلحة السودانية وهاجمت جسر الدوبة.

### 9 يوليو
تم اتهام قوات الدعم السريع بتدمير كلية الطب البيطري بجامعة سنار في الدندر.

### 10 يوليو
تمت إقالة يوسف إبراهيم عزت من منصبه كمستشار سياسي لحميدتي، وأشار عزت إلى "إعادة هيكلة داخلية" داخل قوات الدعم السريع.

### 11 يوليو
أُصيب شخصان في هجوم بطائرة بدون طيار على مقر حكومة ولاية القضارف في مدينة القضارف.
أفادت كتيبة البراء بن مالك، وهي مجموعة إسلامية متحالفة مع القوات المسلحة السودانية، بأن حذيفة آدم، قائد قطاعها الجنوبي الذي يغطي ولايتي سنار والنيل الأزرق، قتل في معركة في ميروونو جنوب مدينة سنار، مع قسي بشري، قائدها في ولاية سنار.
أمرت حكومة ولاية الخرطوم جميع الأجانب بمغادرة أراضيها في غضون أسبوعين، مشيرة إلى أسباب تتعلق بالسلامة.

### 12 يوليو
أسقطت القوات المسلحة السودانية أربع طائرات بدون طيار تابعة لقوات الدعم السريع استهدفت كوستي، ربك وكنانة في ولاية النيل الأبيض.

### 13 يوليو
قُتل ثلاثة وعشرون شخصًا في هجوم شنته قوات الدعم السريع على قافلة تجارية كانت تسير من فنقوقا إلى أم صميمة في شمال كردفان.

### 15 يوليو
شنت القوات المسلحة السودانية هجومًا على مواقع قوات الدعم السريع في جبل سقادي ومنطقة جبل موية.

### 16 يوليو
رفضت النيابة العامة السودانية، عبر السفارة في أوغندا، تجديد جواز سفر الناشطة في حقوق الإنسان حنان حسن حسين.